# تطور
تطور در لغت به معنی گونه‌گون و دگرگون شدن است. و عموماً به نظریه فرگشت‌گرایی زیستی موجودات زنده نزد فلاسفه گفته می‌شود. این نظریه بعدها در قرن هجدهم میلادی به‌طور جدی‌تری توسط رژ لویی بوفون، لامارک و در کتاب «منشأ انواع» اثر چارلز داروین در حوزه علوم طبیعی و با عنوان نظریه فرگشت مطرح گردید.

## تطور در فلسفه
نخستین اندیشمندی که نظریاتی منطبق با تطور یا فرگشت دارد، افلاطون بود. او در عالم ظاهر به تکرار ابدی سلسله‌های بی‌نهایتی از ادوار مشابه معتقد بود. در این سلسله‌ها هر مرتبه از مبدأ یکتا صادرشده و هر مرتبه در زیر مرتبه بعدی قرار دارد؛ ولی او به رغم این نظریه به تبدل موجودات اعتقادی نداشت.
از آنجا که نظریه فرگشت، با جهان‌بینی ادیان سامی که آغاز آفرینش را بسیار نزدیک (کمتر از شش هزار سال) می‌پنداشتند در منافات بود، لذا طی قرن‌ها مهجور باقی‌ماند. دیگر فلسفه‌های این دوران نیز با فرگشت بیگانه بوده‌اند. فلسفه یونانی جهان را ابدی می‌دانست، ولی قائل به حرکت فرگشتی نبود. دستگاه‌های فلسفی هند نیز با وجود آنکه به تناسخ اعتقاد داشتند، ولی فرگشت از دانی به عالی را نمی‌پذیرفتند و تناسخ را نیز در روح و ماورای طبیعت و جسم می‌دانستند.
بعدها و در قرن دهم میلادی، اخوان‌الصفا که دستگاه فکریشان تلفیقی از مکتب ارسطویی و مکتب نوافلاطونی بود گام بعدی را برداشتند. نخستین فیلسوفی که فرگشت را به شکل امروزین طرح کرده‌است، ابراهیم بن سیار، معلم و ملازم مأمون عباسی است. او اندیشیده‌است که: «جمادات، نباتات، جانوران و انسان، در ماده اصلی خلقت یکسان بوده‌اند.»
جاحظ، ادیب معتزلی اهل بصره از نخستین مدافعان اندیشه فرگشت جانداران در جهان اسلام بود. وی در «کتاب الحیوان» نوشت: « «جانوران برای بقای خود می‌جنگند؛ برای به‌دست‌آوردن منابع، برای این که خورده نشوند و برای این که تولیدمثل کنند. عوامل محیطی باعث می‌شوند جانوران ویژگی‌هایی جدید کسب کنند تا بقایشان تضمین‌شود؛ به‌این ترتیب گونه‌هایی جدید پیدا می‌شوند؛ جانورانی که موفق می‌شوند تولیدمثل کنند، می‌توانند ویژگی‌های جدید خود را به نسل بعدی منتقل سازند.»
ابن مسکویه در کتاب الفوز الاصغر این نظریه را شرح بیشتری داده‌است: «ماده غیرآلی به پست‌ترین نوع حیات نباتی مثل علف تبدیل شد که خودروست. سپس حیات نباتی پست به حد اعلی زندگی نباتی بدل گردید (درخت).... درخت فرگشت یلفته سازمان عالی کاملی شد که در آن برخی از خواص حیوانی چون تمایز میان جنس نر و ماده ظاهر گردید. در مرحله انتقالی … مرجان را می‌بینیم … در آستانه حیوانیت تنها وجه تمایز میان کرمها و نباتات حرکت ارادی است. ابتدا حس بساوایی پرورش یافت که در طی جریان تطور (فرگشت) به صورت حواس گوناگون درآمد. اندکی از خواص انسانی در میمون ظاهر شد.»

## تطور در ادبیات
مولوی این فلسفه را در ابیات زیر متجلی ساخته‌است:
| آمده اول به اقلیم جماد      |  | وز جمادی در نباتی اوفتاد   |
| سالها اندر نباتی عمر کرد    |  | وز جمادی یاد ناورد از نبرد |
| وز نباتی چون به حیوانی فتاد |  | نامدش حال نباتی هیچ یاد    |
| باز از حیوان سوی انسانیش    |  | می‌کشید آن خالقی که دانیش   |
| عقلهای اولینش یاد نیست      |  | هم ازین عقلش تحول کردنیست  |

و باز در جای دیگر فرگشت را ادامه‌دار می‌داند و می‌گوید:
| حمله دیگر بمیرم از بشر   |  | تا برآرم از ملایک بال و پر |
| بار دیگر از ملک پران شوم |  | آنچه اندر وهم ناید آن شوم  |

صدها سال بعد و با انتشار نظریات داروین و اسپنسر و همچنین آشنایی شعرای نسل‌های بعدی فلاسفه و شعرای ایران با زبان‌های خارجی، نظریه فلسفی فرگشت به نظریه فرگشت علمی نزدیک شد. این امر در شعر شعرای نسل مشروطیت نمود پیدا کرد. میرزاده عشقی می‌گوید:
| قصه آدم و حوا همه وهم است و دروغ |  | نسل میمونم و افسانه بود از خاکم |

که همان‌گونه که ملاحظه می‌شود نسبت به نظریه فلسفی مولوی گردشی در جهت تقابل داشته و به سوی الحاد نظر دارد.